# Dikasterium für die Kultur und die Bildung
Das Dikasterium für die Kultur und die Bildung ist eine Zentralbehörde der römisch-katholischen Kirche. Es ging im Juni 2022 aus der ehemaligen Kongregation für das katholische Bildungswesen (lateinisch Congregatio de Institutione Catholica (de Studiorum Institutis)) bei gleichzeitiger Zusammenlegung mit dem Päpstlichen Rat für die Kultur hervor.

## Gründung und Geschichte
Mit der Konstitution Immensa Aeterni Dei errichtete Papst Sixtus V. im Jahr 1588 neben 14 anderen Kongregationen der Römischen Kurie auch die „Congregatio pro universitate studii romani“, um das Studium an der Universität Rom und anderer wichtiger Universitäten der damaligen Zeit, wie Bologna, Paris und Salamanca zu regeln. Durch die Kurienreform von Papst Pius X., bei der 1908 die Zahl der Kongregationen vermindert wurde, kam die Zuständigkeit für die Priesterseminare hinzu. Deshalb hieß sie fortan Sacra Congregatio de Seminariis et Studiorum Universitatibus. Papst Paul VI. gab der Kongregation 1967 den Namen „Kongregation für das katholische Bildungswesen“ und fügte als neuen Zuständigkeitsbereich jenen der katholischen Schulen hinzu. Die Apostolische Konstitution „Pastor Bonus“ von Papst Johannes Paul II. vom 28. Juni 1988 nannte die Kongregation jetzt „Kongregation für das Katholische Bildungswesen (für die Seminare und Studieneinrichtungen)“, der bisherige Tätigkeitsbereich, der die Universitäten, Seminare und Schulen umfasste, blieb gleich.
Mit dem Apostolischen Schreiben in Form eines Motu proprio „Ministrorum institutio“ vom 16. Januar 2013 legte Papst Benedikt XVI. fest, dass die Zuständigkeit für die Seminare sowie für das Päpstliche Werk für geistliche Berufe von der Kongregation für das katholische Bildungswesen auf die Kongregation für den Klerus übergeht. Zugleich wurde die Kongregation für das Katholische Bildungswesen (der Seminare und der Studieninstitute) in Kongregation für das Katholische Bildungswesen (für die Studieneinrichtungen) umbenannt.
Die Kongregation hatte zwei Sektionen, die bis 2022 folgende Aufgaben hatten: Die erste Sektion war für alle katholischen Universitäten, Fakultäten, Institute und Hochschulen zuständig, für deren Errichtung und die Genehmigung ihrer Statuten. Auch die Arbeiten im Rahmen des Bologna-Prozesses zur europaweiten Vereinheitlichung des Hochschulwesens fielen in ihren Bereich. Die zweite Sektion war für alle Schulen und voruniversitären Bildungseinrichtungen in kirchlicher Trägerschaft verantwortlich. Weltweit gab es in den 2000er Jahren etwa 250.000 katholische Schulen, die nach Angaben der Kongregation von 42 Millionen Schülern besucht wurden.
Mit Inkrafttreten der Apostolischen Konstitution Praedicate Evangelium am 5. Juni 2022 wurde sie mit dem Päpstlichen Rat für die Kultur zusammengelegt und erhielt die Bezeichnung „Dikasterium für die Kultur und die Bildung“ (Dicastero per la Cultura e l’Educazione). Zugleich wurde der langjährige Untersekretär der Kongregation, der einflussreiche Österreicher Friedrich Bechina FSO, der die Bildungspolitik des Vatikans als enger Vertrauter des Polen Zenon Grocholewski über viele Jahre hinweg mitbestimmt hatte und seit der Neuordnung durch Papst Benedikt 2013 als Untersekretär amtierte, aus dem Kuriendienst entlassen.

## Präfekten
- Annibale Capalti (1870–1877)
- Camillo Mazzella (1893–1897)
- Francesco Satolli (1897–1910)
- Beniamino Cavicchioni (1910–1911)
- Francesco di Paola Cassetta (1911–1914)
- Benedetto Lorenzelli (1914–1915)
- Gaetano Bisleti (1915–1937)
- Pius XI. (1937–1939)
- Giuseppe Pizzardo (1939–1968)
- Gabriel-Marie Garrone (1968–1980)
- William Wakefield Baum (1980–1990)
- Pio Laghi (Pro-Präfekt 1990–1991, Präfekt 1991–1999)
- Zenon Grocholewski (1999–2013; 2013[6]–2015[7])
- Giuseppe Versaldi (2015–2022)[7]
- José Tolentino Calaça de Mendonça (seit 2022)[8]

## Sekretäre
- Giacomo Sinibaldi (1913–1928)
- Ernesto Ruffini (1928–1945)
- Giuseppe Rossino (1945–1949)
- Carlo Confalonieri (1950–1958)
- Dino Staffa (1958–1967)
- Joseph Schröffer (1967–1976)
- Antonio María Javierre Ortas SDB (1976–1988)
- José Saraiva Martins CMF (1988–1998)
- Giuseppe Pittau SJ (1998–2003)
- John Michael Miller CSB (2003–2007)
- Jean-Louis Bruguès OP (2007–2012)
- Angelo Vincenzo Zani (2012–2022)
- Giovanni Cesare Pagazzi (2022–2025)[9]
- Carlo Maria Polvani (seit 2025)

## Untersekretäre
- Friedrich Bechina FSO (2013–2022)
- Antonella Sciarrone Alibrandi (seit 2022)[10]
- Antonio Spadaro SJ (seit Januar 2024)[11]
- Matthias Ambros (seit 2024)[12]

## Mitglieder
Das Dikasterium besteht neben dem Präfekten aus Kardinälen, Bischöfen und weiteren Personen, die vom Papst für jeweils fünf Jahre zu Mitgliedern berufen werden. Nach seinem Amtsantritt bestätigte Papst Franziskus am 30. November 2013 zahlreiche Mitglieder. Am 18. Februar 2023 ernannte der Papst weitere Mitglieder:
Kardinäle
- Louis Raphaël I. Sako (seit 2021)[15]
- Luis Antonio Tagle (seit 2013)[16]
- Lazarus You Heung-sik
- Odilo Pedro Scherer (seit 2013)[16]
- Kazimierz Nycz
- Gérald Cyprien Lacroix ISPX
- Jozef De Kesel
- Carlos Aguiar Retes (seit 2021)[15]
- Joseph William Tobin CSsR (seit 2019)[17]
- Jean-Claude Hollerich SJ (seit 2021)[15]
- Antoine Kambanda (seit 2021)[15]
- Víctor Manuel Fernández
- Claudio Gugerotti (seit 2023)[18]
- Blase Joseph Cupich (seit 2024)[19]
- Mykola Byczok (seit 2025)[20]

Erzbischöfe
- Rino Fisichella
- Jose Serofia Palma
- Gerard Tlali Lerotholi
- Stanisław Budzik
- Paul-André Durocher
- Francesco Moraglia
- Alfonso Cortés Contreras
- Filomeno Vieira Dias

Bischöfe
- Marian Florczyk
- Franz-Josef Overbeck
- Ambrogio Spreafico
- Linus Lee Seong-hyo
- Charles Morerod OP (seit 2012)[21]
- Brendan Leahy (seit 2021)[15]
- Valerio Lazzeri (seit 2021)[15]

Sonstige
- Paolo Ruffini
- Francesc Torralba i Roselló
- Rafael Vicuña

## Konsultoren
Am 18. Februar 2023 ernannte beziehungsweise bestätigte Papst Franziskus folgende Konsultoren des Dikasteriums:
- Guy-Réal Thivierge, Generalsekretär der Stiftung Gravissimum educationis
- Antoni Żurek, Theologieprofessor in Tarnów
- Matthias Ambros, Professor an der Fakultät für Kirchenrecht der Päpstlichen Universität Gregoriana in Rom (seit 2022)[23]
- Javier Canosa Rodríguez, Professor an der Päpstlichen Universität Santa Croce
- Davide Cito, Professor und Vizerektor der Päpstlichen Universität Santa Croce (seit 2022)[23]
- Mario Ángel Flores Ramos, ehemaliger Professor und Rektor der Universidad Pontificia de Mexico (seit 2022)[23]
- Andrea Stabellini, Professor an der Theologischen Fakultät in Lugano (seit 2022)[23]
- Philippe Vallin, Professor an der Katholisch-Theologischen Fakultät der Universität Straßburg (seit 2022)[23]
- Mauro Mantovani SDB; Präfekt der Vatikanischen Apostolischen Bibliothek (seit 2022)[23]
- Pedro Aguado Cuesta SP, Generaloberer der Piaristen
- Paolo Benanti TOR, Theologieprofessor an der Päpstlichen Universität Gregoriana
- Paul Béré SJ, Professor am Päpstlichen Bibelinstitut
- Salvatore Currò CSI, Direktor des Instituts für Pastoraltheologie der Salesianeruniversität in Rom
- Youssef Nasr BS, Generalsekretär der katholischen Schulen im Libanon
- José V. C. Quilongquilong SJ, Direktor des Loyola-Studienhauses der Ateneo de Manila University
- Ulrich Rhode SJ, Professor für Kirchenrecht an der päpstlichen Universität Gregoriana in Rom (seit 2016)[24]
- Enrique Sanz Giménez-Rico SJ, Professor und Rektor der Universidad Pontificia Comillas in Madrid (seit 2022)[23]
- Antonio Spadaro SJ, Direktor der Zeitschrift La Civiltà Cattolica
- Juan Antonio Ojeda Ortiz FSC, Verantwortlicher für die internationalen Projekte des International Office of Catholic Education
- Dominica Dipio, Professorin am College of Humanities and Social Sciences der Makerere University Kampala
- Patricia Murray IBVM, Sekretärin der internationalen Vereinigung der Generaloberinnen
- Martha Séïde FMA, Professorin an der Päpstlichen Fakultät für Erziehungswissenschaften Auxilium der Päpstlichen Salesianer-Universität in Rom (seit 2022)[23]
- Edward Alam, Professor für Literatur und Philosophie an der Notre Dame University in Louaize, Libanon
- Franco Anelli, Professor und Rektor der Katholischen Universität vom Heiligen Herzen in Mailand (seit 2022)[23]
- Sjur Bergan, Abteilungsleiter für höhere Bildung und Geschichtslehre beim Europäischen Rat (seit 2020)[25]
- Gerald M. Cattaro, Professor und Direktor am Center for Catholic School Leadership Administration and Policy der Fordham University in New York (seit 2020)[25]
- Gregory Craven, emeritierter Vizekanzler der Australian Catholic University
- José María Del Corral, Weltdirektor der Päpstlichen Stiftung Scholas Occurrentes (seit 2022)[23]
- Ivano Dionigi, ehemaliger Rektor der Universität Bologna
- Carlo Finocchietti, Direktor des Centro di Informazione sulla Mobilità e le Equivalenze Accademiche
- Micol Forti, Kurator der Kunstabteilung der Museumsdirektion im Governatorat der Vatikanstadt
- Isabel Capeloa Gil, Professorin und Rektorin der Universidade Católica Portuguesa in Lissabon sowie Präsidentin der Internationalen Föderation der Katholischen Universitäten (seit 2022)[23]
- Joachim Hake, Direktor der Katholischen Akademie Berlin
- Choe Hyondok, Vizedirektor des Korea Europe Center der Freien Universität Berlin
- Barbara Jatta, Direktorin der Vatikanischen Museen
- Marianne Evans Mount, Präsidentin der Katholischen Fernuniversität in Charleston (USA) (seit 2022)[23]
- Jean-Paul Niyigena, Professor an der Katholischen Universität von Ruanda (seit 2022)[23]
- Angelo Paletta, Präsident des Centre of International Studies on Educational Governance Accountability & Management
- Enrique Palmeyro, Weltweiter Direktor der Päpstlichen Stiftung Scholas Occurrentes (seit 2022)[23]
- Andrea Riccardi, Präsident der Dante-Alighieri-Gesellschaft
- Guy Selderslagh, Generalsekretär des Europäischen Komitees für das Katholische Bildungswesen (seit 2022)[23]
- Roberto Zappalà, Direktor des Institut Gonzaga, Mailand
- Antonella Sciarrone Alibrandi (seit 2024)[26]